# Caiapônia
Caiapônia là một đô thị ở bang Goiás.
Dân số đô thị này năm 2006 ước khoảng 15.233 người.